# MON 863
MON 863 eller helt præcist: MON-ØØ863-5 er en genmodificeret majstype, der er fremstillet og patenteret af firmaet Monsanto. Produktet har været godkendt til dyrkning i USA siden 2003, og blev godkendt efter en ansøgning til de hollandske myndigheder. Med deres godkendelse er hele EU forpligtet til at acceptere godkendelsen af majsen. Denne majstype er modificeret sådan, at den rummer et "cry3Bb1" gen fra Bacillus thuringiensis subsp. kumamotoensis. Det er et gen, som sætter planten i stand til at producere bakteriegift, som dræber skadegørende larver. Desuden rummer planten "nptII-genet" fra Escherichia coli, som giver resistens over for aminoglycosiderne kanamycin og neomycin (det er en markør, der virker ved, at planten er resistent over for antibiotika).
I forbindelse med godkendelsen blev der rejst tvivl om det statistiske materiale vedrørende fodringsforsøg med rotter, som Monsanto havde baseret sin ansøgning på. Påstanden lød fra Greenpeace og andre kritikere, at materialet viste, at rotterne fik formindskede nyrer og blodproblemer, når de blev fodret med MON 863. Denne påstand blev først afvist af EU's godkendende myndighed, Den Europæiske Fødevaresikkerhedsautoritet (European Food Safety Authority), og senere af Monsanto selv, der henviste til det 1.130 sider store dokument med forsøgsresultaterne. Dokumentet er dog hemmeligstemplet, sådan at ingen kan få at se, hvordan resultaterne reelt ser ud.
En retssag i Tyskland blev den 9. juni 2005 afgjort sådan, at materialet skulle frigives. Ved appelretten blev dommen opretholdt, og den 20. juni samme år fik Monsanto ordre til at offentliggøre dokumentationen. Det var imidlertid umiddelbart før myndighederne skulle træffe afgørelse om at tillade majsen som menneskeføde, og den nåede ikke at få nogen virkning. En tilsvarende sag i Sverige venter endnu på sin afgørelse, men Monsanto fastholder også dér, at dokumentet rummer fabrikationshemmeligheder og derfor ikke kan offentliggøres. Forslaget om at slette de dele af dokumentet, som rummer oplysninger om patentet, er ikke blevet kommenteret af firmaet.

## Eksterne links
- Kommissionens beslutning af 8. august 2005 om markedsføring i medfør af Europa-Parlamentets og Rådets direktiv 2001/18/EF af et majsprodukt (Zea mays L. linje MON 863)
- Organic Consumers Association: Monsanto's Secret Study Shows Health Hazards of New GE Corn Arkiveret 11. januar 2008 hos  Wayback Machine
- Monsanto Company: MON 863 YieldGard Rootworm maize Q&A – March 2007